# 宮城舞
宮城 舞（みやぎ まい、1988年2月19日 - ）は、日本のファッションモデル、タレント。神奈川県横浜市出身。スターレイプロダクション所属。
ギャル雑誌『Ranzuki〔ランズキ〕』でのデビューを経て、2008年からおよそ5年間にわたり『JELLY〔ジェリー〕』の専属モデルとして活動。同誌の看板モデルと呼ばれる存在となったのち、2013年より『ViVi』へ移籍。

## 来歴

### モデル
高校時代に109前で受けたスカウトを機に雑誌『Ranzuki〔ランズキ〕』に読者モデルとして掲載され、同誌の主力モデルとなったのち、2008年より『JELLY〔ジェリー〕』の専属モデルとなる。以後、同誌の専属モデル活動を継続。2011年には同誌12月号でモデル歴7年目にして初の単独で表紙に掲載される。翌2012年3月号・4月号・2013年2月号で単独で表紙に掲載される。
2013年2月発売の4月号にて、約5年間専属モデル活動を行った『JELLY』を卒業。同月22日、自身のブログにて2月23日発売の『ViVi』4月号からViVi専属モデルとして活動することを発表し、同日に名古屋で開催された「ViVi Night」へ出演。この約1週間での電撃の移籍劇はネット上でも話題となり、Yahooニュースにて『JELLYモデル ViViへ異例移籍』と掲載された。
『ViVi』の専属モデルとなった2013年には、9月発売の『ヤングマガジン』（No.40）で自身初となるグラビアを披露。2014年には「東京ランウェイ」へ初出場。ほか「東京ガールズコレクション」や「GirlsAward」など各種ランウェイ出演を行い、また髪型を変更、“イメチェンの1年”と言われた年ともなった。
2015年にはアダストリアが展開するファッションブランド「ヘザー」(HEATHER)の起用を受け、同ブランド初の「コミュニケーションディレクター」に就任。このブランドのメインターゲットである女子大生からの支持が着目されての起用とされ、商品開発のアドバイス、シーズンキャンペーンの立案、ブランドイメージ構築、およびノベルティの制作などに携わることとなる。
趣味は麻雀とゴルフで、その趣味が高じて麻雀やゴルフ番組にキャスティングされるようになっている。
2016年9月3日に配信されたAbemaTV『フリースタイル雀ジョン Rec 2』に出演し、プロ雀士相手に勝利して賞金150万円を獲得している。

### 女優
モデル活動の傍ら、2011年には土田英生作の舞台劇『約三十の嘘』に出演、自身初の女優活動となる。2014年には御笠ノ忠次作・演出の舞台「私だって××してみたい！」で弟の宮城大樹と共演。

### 私生活
2018年2月1日に一般男性と結婚。同年3月28日に第1子男児、2021年11月17日に第2子女児を出産した。
2025年1月1日にインスタグラムなどで離婚を公表した。

## 出演

### 雑誌
- 『ViVi』（講談社）
- 『JELLY』（ぶんか社）
- 『Ranzuki』（ぶんか社）

### ランウェイ
- 東京ガールズコレクション
- ガールズアワード
- 東京ランウェイ

### PV
- C&K「DANCE☆MAN（WOKKY WOKKY × BOGGIE WOGGIE）」
- LADY BiRD feat. yula. 「東京は夜の七時」

### ジャケット写真
- 「東京は夜の七時」（LADY BiRD feat. yula.、2010年） 共/山本優希、森摩耶[23]
- 『渋谷 RAGGA SWEET COLLECTION』（SPICY CHOCOLATE、2011年）[24]
- 『渋谷 RAGGA SWEET COLLECTION 2』（SPICY CHOCOLATE、2012年）[25]

### カタログ
- 『SLY 2013 SPRING News Paper』（2013年） 共/松本アキ[26]
- 『SLY 2013 AUTUMN News Paper』（2013年） 共/玉城ティナ[27]
- 『SLY 2014 SPRING News Paper』（2014年） 共/玉城ティナ[28]

### テレビ
- 『さまぁ〜ずの神ギ問』（フジテレビ）47都道府県苗字調査員として（2016年12月4日-）
- NMB48須藤凜々花の麻雀ガチバトル!（TBSチャンネル12015年、9月5日）
- 『テラスハウス』
- 『東京上級デート』（テレビ朝日、2013年6月12日）＃58　京橋
- 麻雀 BATTLE ROYAL 2016（2015年11月8日、MONDO TV）[29]
- オタ恋（2016年8月13日 - 20日、BS朝日）
- 女流雀士 プロアマNo.1決定戦 てんパイクイーン（2016年 - 、テレ朝チャンネル2）シーズン1、シーズン2、シーズン4、シーズン5、シーズン9
- THEわれめDEポン（フジテレビONE）、（2017年5月26日）

### ウェブテレビ
- フリースタイル雀ジョン Rec 2（2016年9月3日、AbemaTV）
- すっぴん麻雀 ～優勝賞金100万円！負けたらその場ですっぴん公開！～（2016年12月29日、AbemaTV）[30]

### ラジオ
- 『宮城舞のSay Love』（TOKYO FM）[31]

### DVD
- 麻雀 BATTLE ROYAL 2016 ～次鋒戦～（2016年6月3日、AMGエンタテイメント）

### その他
- 書籍：『GILFY STORE Produced by JELLY』（ぶんか社、2010年） 共/高橋真依子、森摩耶、山本優希、荒井奈緒美、本多末奈[32]
- ネット番組：『ギャルテレ』（レギュラー、YouTube） 共/山本優希、峯村優衣[33]

## 受賞歴
- 渋谷ストリート・ベストドレッサー賞 （渋谷ストリート部門：2015年）[34]